# Aprilia Amico
L'Aprilia Amico è un modello di scooter, prodotto dalla casa motociclistica italiana Aprilia.

## Storia
Disponibile nella sola cilindrata 50 cc, è stato il primo scooter con carrozzeria in plastica della casa di Noale presentato per la prima volta al pubblico nel settembre del 1990 e messo in produzione ad ottobre dello stesso anno.
È rimasto in commercio fino al 2000 subendo leggere evoluzioni stilistiche. Ottenne un enorme successo tanto che nei primi due anni di produzione la casa raddoppiò la vendite complessive.
Il motore, prodotto dalla Bolognese Minarelli, era un monocilindrico a ciclo otto due tempi di 49 cc, raffreddato ad aria.
Nel 1992 venne presentato un importante aggiornamento dove venne introdotta una nuova forcella a biellette con doppio ammortizzatore per migliorare il comfort e l’assorbimento. Nuovo anche il cavalletto e migliorata la verniciatura.
Nel 1993 le vendite complessive raggiungono le 70 mila unità dal lancio, e Aprilia arricchisce la gamma con i modelli GL e GLE che subiscono anche aggiornamenti estetici con nuovo cupolino e nuovi specchietti più sportivi. Rivisto anche l’impianto di scarico dal “sound” più sportivo. Il modello GLE presenta il catalizzatore di serie.